# Jajo izolecytalne
Jajo izolecytalne – komórka jajowa charakteryzująca się równomiernym rozmieszczeniem żółtka w cytoplazmie. Występuje np. u szkarłupni.